# Une villa pour deux

Une Villa pour deux est un téléfilm français réalisé par Charlotte Brandström, diffusé le 5 novembre 2003 sur TF1.

## Synopsis
Daniel Tessard, trouvant sa mère Marion un peu trop encombrante, achète sur plans la villa rêvée pour celle-ci, dans le midi.
Mais en arrivant sur les lieux pour prendre livraison de la villa à la date convenue, Daniel constate avec désarroi que le chantier est à l'abandon.
La mère de Daniel est déjà sur la route.
Il verse un nouvel acompte au promoteur François Ferardini afin de relancer les travaux mais est incapable d'annoncer la vérité à sa mère.
Il tente de l'éloigner jusqu'à la fin des travaux, en lui faisant croire que sa maison est en réalité celle, voisine, des Ferardini, et que quelques finitions s'avèrent nécessaires. Mais Marion n'est pas femme à se laisser faire. Elle est bien décidée à occuper les lieux coûte que coûte...

## Fiche technique
- Assistant réalisateur : Régis Musset
- Scénario : Pierre Colin-Thibert, Jean-Claude Islert
- Pays : France
- Genre : Comédie
- Durée : 105 minutes

## Distribution
- Pierre Arditi : François Ferardini
- Bernard Le Coq : Daniel Tessard
- Maria Pacôme : Marion Ferardini
- Maria Pitarresi : Catherine Tessard
- Anne Macina : Sylvie Ferardini
- Pierre Aussedat : L'huissier
- Isabelle Rattier : Mme Imbert
- Olivier Claverie : M. Blancheteau